# Peter Lupčo
Peter Lupčo (* 21. dubna 1995, Vranov nad Topľou) je slovenský fotbalový záložník od roku 2012 hráč klubu MŠK Žilina na hostování ve FK Poprad.

## Klubová kariéra
Svou fotbalovou kariéru začal v OFK Tatran Bystré (okr. Vranov nad Topľou). Postupně se přes týmy OFK Tatran Kračúnovce a Spartak Stropkov dostal do MŠK Žilina. V dubnu 2014 byl společně se spoluhráčem Luášem Čmelíkem vyřazen z disciplinárních důvodů z A-týmu. V letní přípravě jim dal trenér Adrián Guľa šanci a oba se do „áčka“ Žiliny vrátili.
V srpnu 2015 odešel hostovat do klubu MFK Karviná.
V létě 2016 šel hostovat ze Žiliny do FK Poprad.

## Reprezentační kariéra
V roce 2011 odehrál 3 zápasy za slovenskou reprezentaci do 17 let.